# Nikolái Ignátiev

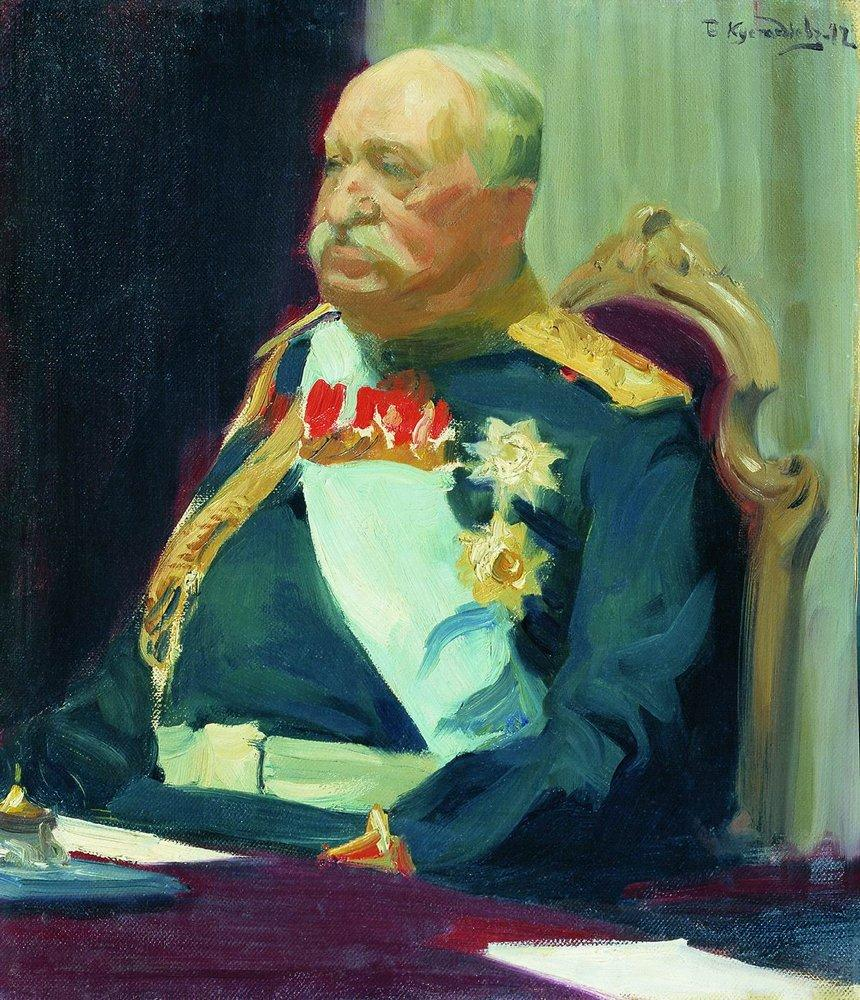
Retrato de N.P. Ignátiev, por Borís Kustódiev 1902; Galería Tretiakov, Moscú.

El conde Nikolái Pávlovich Ignátiev (en ruso: Никола́й Па́влович Игна́тьев; San Petersburgo 29 de enero de 1832 - 3 de julio de 1908) fue un político y diplomático ruso, ministro del Interior del zar Alejandro III (1881-82).

## Vida

### Juventud
Hijo de María Ivánovna Maltsova y del capitán Pável Nikoláievich Ignátiev, que se había convertido en favorito del zar Nicolás I debido a su actuación durante la Revuelta Decembrista. El mismísimo heredero del trono, el Gran Duque Alejandro, fue padrino en el bautismo del joven Nikolái Ignátiev. Tras graduarse en el Cuerpo de Pajes a los 17 años, se convirtió en oficial del regimiento de la Guardia de Húsares de Su Majestad y promovido a agregado militar en la embajada rusa en Londres, a cargo de operaciones de inteligencia. Sin embargo, el gobierno del Reino Unido lo expulsó tras una operación fallida.

### Carrera diplomática
La carrera diplomática de Ignátiev comenzó con el Congreso de París de 1856, que puso fin a la Guerra de Crimea. Ignátiev actuó como agregado militar en las negociaciones para establecer la frontera ruso-turca en el Bajo Danubio.
Dos años después fue enviado con una pequeña escolta en una peligrosa misión a Asia Central, visitando el Kanato de Jiva y el Emirato de Bujará. El Jan de Jiva intentó sin éxito tomarle como rehén, pero escapó y volvió a Rusia tras firmar un tratado de amistad con el Emir de Bujará.
Su siguiente destino fue al Lejano Oriente, como ministro plenipotenciario ante la corte imperial china. Logró que el gobierno chino, aterrorizado por la expedición anglo-francesa, firmara el Tratado de Aigún (28 de mayo de 1858). Según este acuerdo, se revisaba la frontera entre Rusia y China, determinada en el Tratado de Nérchinsk de 1689. Rusia ganó no sólo la orilla izquierda del río Amur, sino también la Manchuria Exterior, el área hasta la costa del océano Pacífico que no se congelaba, donde se fundó el puerto de Vladivostok en 1860.

### Los Balcanes

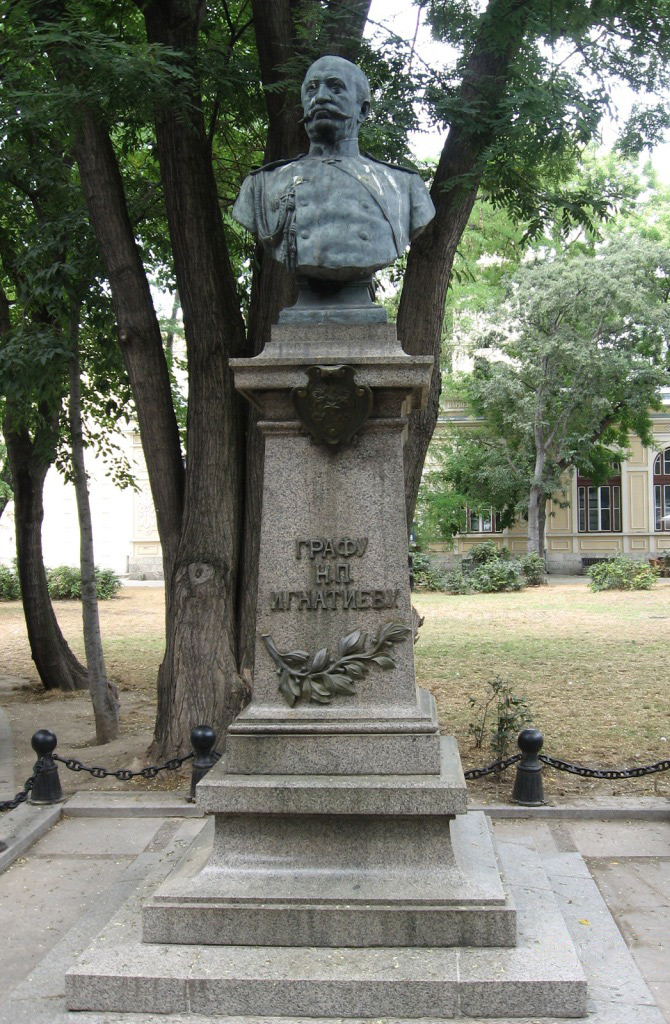
Monumento a Ignátiev en Varna, Bulgaria.

El éxito de Ignátiev le abrió las puertas de la embajada rusa en Constantinopla, cargo que ocupó de 1864 a 1877. Su principal interés fue la liberación de los cristianos orientales del yugo otomano, colocándolos bajo la protección del Imperio Ruso, en particular los búlgaros. Su actividad, en su mayoría extraoficial y secreta, culminó en la Guerra ruso-turca de 1877-1878, al final de la cual negoció el Tratado de San Stefano con los turcos. Sin embargo, ya que las grandes potencias se encargaron de que Rusia no obtuviera las ventajas que buscaba, Ignátiev perdió el favor del Zar, en buena medida gracias a los esfuerzos del conde Piotr Shuválov, y retirado del servicio activo. Al poco, el tratado fue revisado mediante el Tratado de Berlín (1878), en el cual Shuválov actuó de representante ruso.
Pese a todo, el conde Ignátiev siguió siendo tremendamente popular en Bulgaria, e incluso considerado como candidato al trono de Bulgaria, que acabó siendo adjudicado a su enemigo personal, el príncipe Fernando de Sajonia-Coburgo.

### Últimos años
Entretanto, Ignátiev sirvió como Gobernador de Nizhni Nóvgorod, donde fomentó la expansión de la Feria de Makáriev. Al poco de la ascensión de Alejandro III, en mayo de 1881, fue nombrado Ministro del Interior, con objeto de emprender una política nacionalista y reaccionaria. Tras una serie de intensos y destructivos disturbios antisemitas, los cuales Ignátiev fue acusado de fomentar, en mayo de 1882, promulgó las infames Leyes de Mayo (May Laws), un conjunto de disposiciones antisemitas. Otro autores sostienen que la política del gobierno fue la detención de los perseguidores y protección de los judíos, poco exitosas debido a la desidia de las autoridades locales. Tras retirarse en junio de 1882, no tuvo ya influencia en los asuntos públicos.
Su hijo, el conde Pável Ignátiev, fue el último Ministro de Educación del zar Nicolás II. Su nieto George Ignatieff se convirtió en ciudadano canadiense y ejerció la carrera diplomática. Su bisnieto Michael Ignatieff fue líder de Partido Liberal de Canadá entre los años 2008 y 2011.

## Honores y reconocimientos
El 12 de diciembre de 1877, le fue concedido por el Emperador Alejandro II de Rusia el título de conde (graf).
Una transitada calle peatonal de Sofía, la capital de Bulgaria, la calle Graf Ignátiev se llama así en su honor, así como los pueblos de Graf Ignátiev, en la Provincia de Plovdiv, e Ignátievo, en la Provincia de Varna, y el Monte Ignátiev, en la Tierra de Graham, en la Antártida.